# كيث باكلي
كيث باكلي (بالإنجليزية: Keith Buckley)‏ هو مغني ومغن مؤلف أمريكي، ولد في 19 نوفمبر 1979 في بوفالو في الولايات المتحدة.